# Новоть
Новоть (словац. Novoť) — село, громада округу Наместово, Жилінський край. Кадастрова площа громади — 37,98 км².
Населення 3683 особи (станом на 31 грудня 2018 року). Протікає річка Засіглянка.

## Історія
Новоть згадується 1691 року.

## Населення
| Рік:            | 1994. | 2004.    | 2014.    | 2024.   |
| --------------- | ----- | -------- | -------- | ------- |
| Кількість осіб: | 2828  | 3158     | 3506     | 3818    |
| Різниця:        |       | +11,66 % | +11,01 % | +8,89 % |

| Рік:            | 2023. | 2024.   |
| --------------- | ----- | ------- |
| Кількість осіб: | 3790  | 3818    |
| Різниця:        |       | +0,73 % |